# 198820 Iwanowska
198820 Iwanowska este un asteroid din centura principală de asteroizi.

## Descriere
198820 Iwanowska este un asteroid din centura principală de asteroizi. A fost descoperit pe 13 martie 2005 la Moletai de Kazimieras Černis și Justas Zdanavičius. Asteroidul prezintă o orbită caracterizată de o semiaxă mare de 3,08 ua, o excentricitate de 0,10 și o înclinație de 12,4° în raport cu ecliptica.